# マメ目
|  | アムボレラ目 スイレン目 アウストロバイレヤ目 センリョウ目 カネラ目 コショウ目 クスノキ目 モクレン目 ショウブ目 オモダカ目 ヤマノイモ目 タコノキ目 ユリ目 キジカクシ目 ダシポゴン科 ヤシ目 イネ目 ツユクサ目 ショウガ目 マツモ目 キンポウゲ目 アワブキ科 ヤマモガシ目 ツゲ目 ヤマグルマ目 グンネラ目 ハマビシ目 ニシキギ目 キントラノオ目 カタバミ目 マメ目 バラ目 ウリ目 ブナ目 フウロソウ目 フトモモ目 クロッソソマ目 ムクロジ目 フエルテア目 アブラナ目 アオイ目 ブドウ目 ユキノシタ目 ビワモドキ科 ベルベリドプシス目 ビャクダン目 ナデシコ目 ミズキ目 ツツジ目 ガリア目 リンドウ目 シソ目 ナス目 モチノキ目 セリ目 キク目 マツムシソウ目 |

マメ目（マメもく、Fabales）は、被子植物の目の一つ。タイプ科としてマメ科を含む。

## 分類
4科におよそ800属21000種を含む。
- キラヤ科 Quillajaceae - 1属3種
- マメ科 Fabaceae - 約750属20000種
- スリアナ科 Surianaceae - 5属8種
- ヒメハギ科 Polygalaceae - 約20属1000種

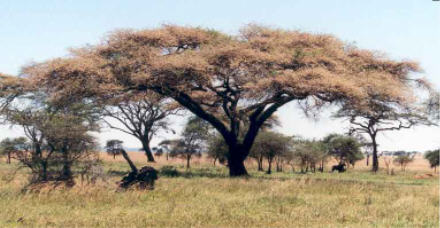
マメ科（広義）アカシア属 Acacia tortilis
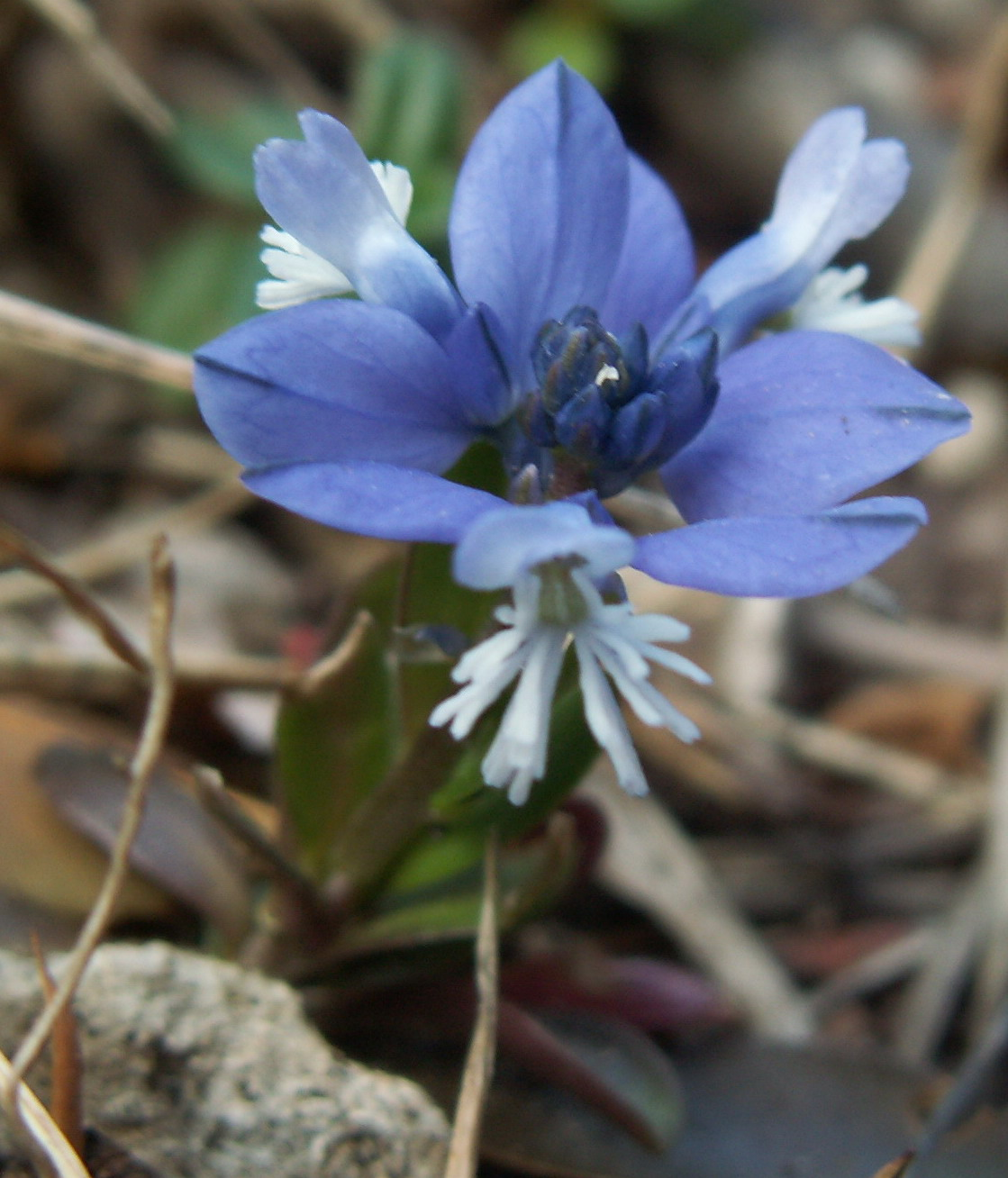
ヒメハギ科ヒメハギ属 Polygala calcarea
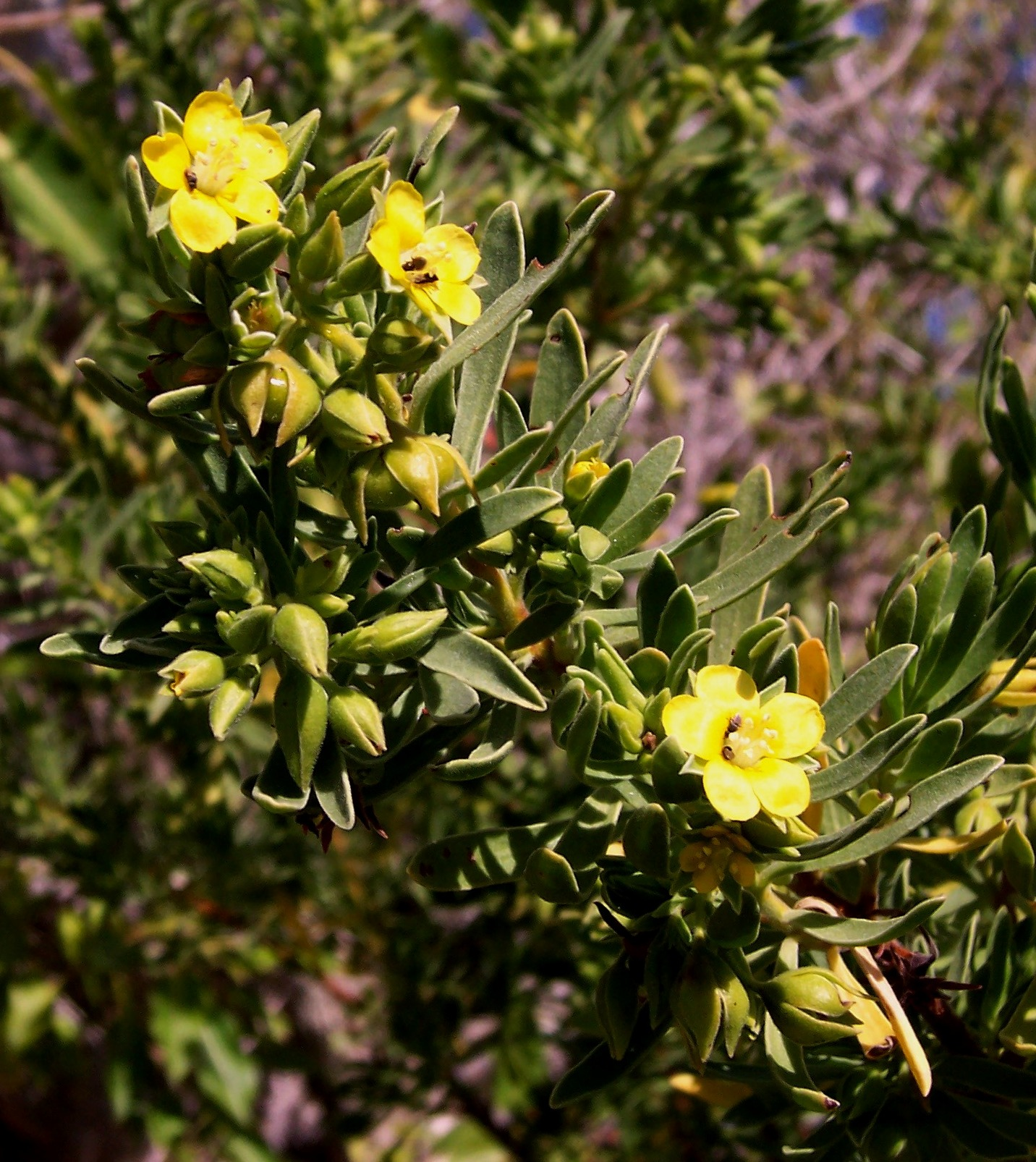
スリアナ科 Suriana maritima
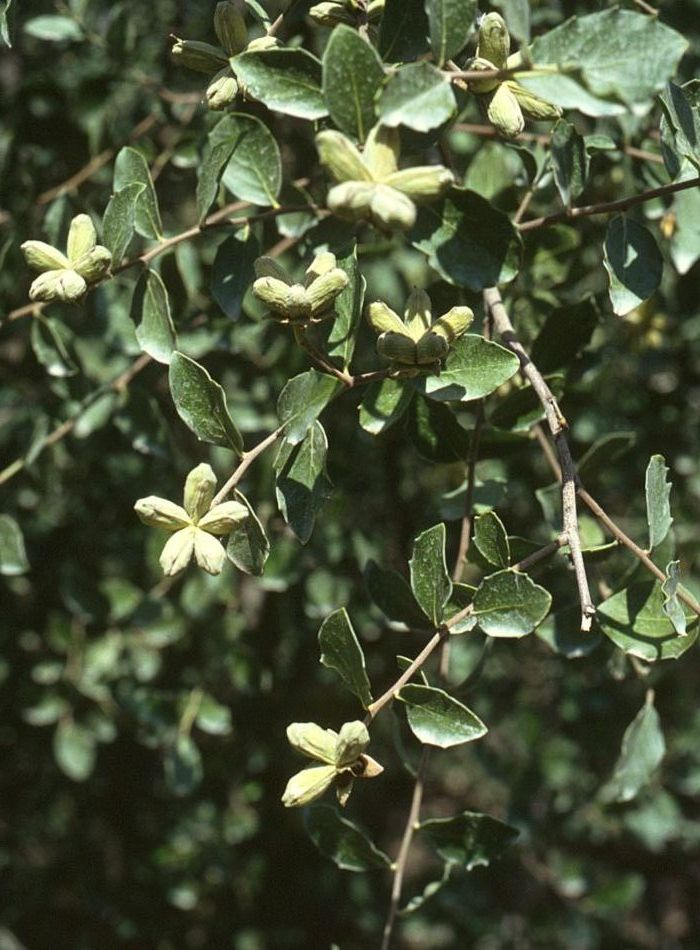
キラヤ科 Quillaja saponaria

## 系統
次のような系統樹が得られている。

|  | マメ科                                                    |
|  |                                                           |
|  | \| \| スリアナ科 \| \| \| \| \| \| ヒメハギ科 \| \| \| \| |
|  |                                                           |
|  | スリアナ科                                                |
|  |                                                           |
|  | ヒメハギ科                                                |
|  |                                                           |

|  | スリアナ科 |
|  |            |
|  | ヒメハギ科 |
|  |            |

|  | マメ科                                                    |
|  |                                                           |
|  | \| \| スリアナ科 \| \| \| \| \| \| ヒメハギ科 \| \| \| \| |
|  |                                                           |
|  | スリアナ科                                                |
|  |                                                           |
|  | ヒメハギ科                                                |
|  |                                                           |

|  | スリアナ科 |
|  |            |
|  | ヒメハギ科 |
|  |            |

## 過去の分類体系
クロンキスト体系ではバラ亜綱に含め、マメ科を狭義のものとして、ジャケツイバラ科とネムノキ科を分け、これら3科をあわせてマメ目としている。このため、この体系でのマメ目はAPG植物分類体系や新エングラー体系でのマメ科と同じものが属していることになる。
- ジャケツイバラ科 Caesalpiniaceae
- ネムノキ科 Mimosaceae
- （狭義の）マメ科 Fabaceae sensu stricto

ダールグレン体系でのマメ目の内容は、クロンキスト体系と同様である。新エングラー体系ではマメ科はバラ目に属するため、マメ目の名前は使われていない。